# Gare de Durtol - Nohanent
La gare de Durtol - Nohanent est une gare ferroviaire française de la ligne d'Eygurande - Merlines à Clermont-Ferrand, située sur le territoire de la commune de Durtol, à proximité de Nohanent, dans le département du Puy-de-Dôme, en région Auvergne-Rhône-Alpes.
C'est une halte de la Société nationale des chemins de fer français (SNCF), desservie par des trains TER Auvergne-Rhône-Alpes.

## Situation ferroviaire
Établie à 536 mètres d'altitude, la gare de Durtol - Nohanent est située au point kilométrique (PK) 498,273 de la ligne d'Eygurande - Merlines à Clermont-Ferrand entre les gares ouvertes de Volvic et de Royat - Chamalières. Elle est séparée de celle de Volvic par la gare aujourd'hui fermée de Chanat.

## Histoire

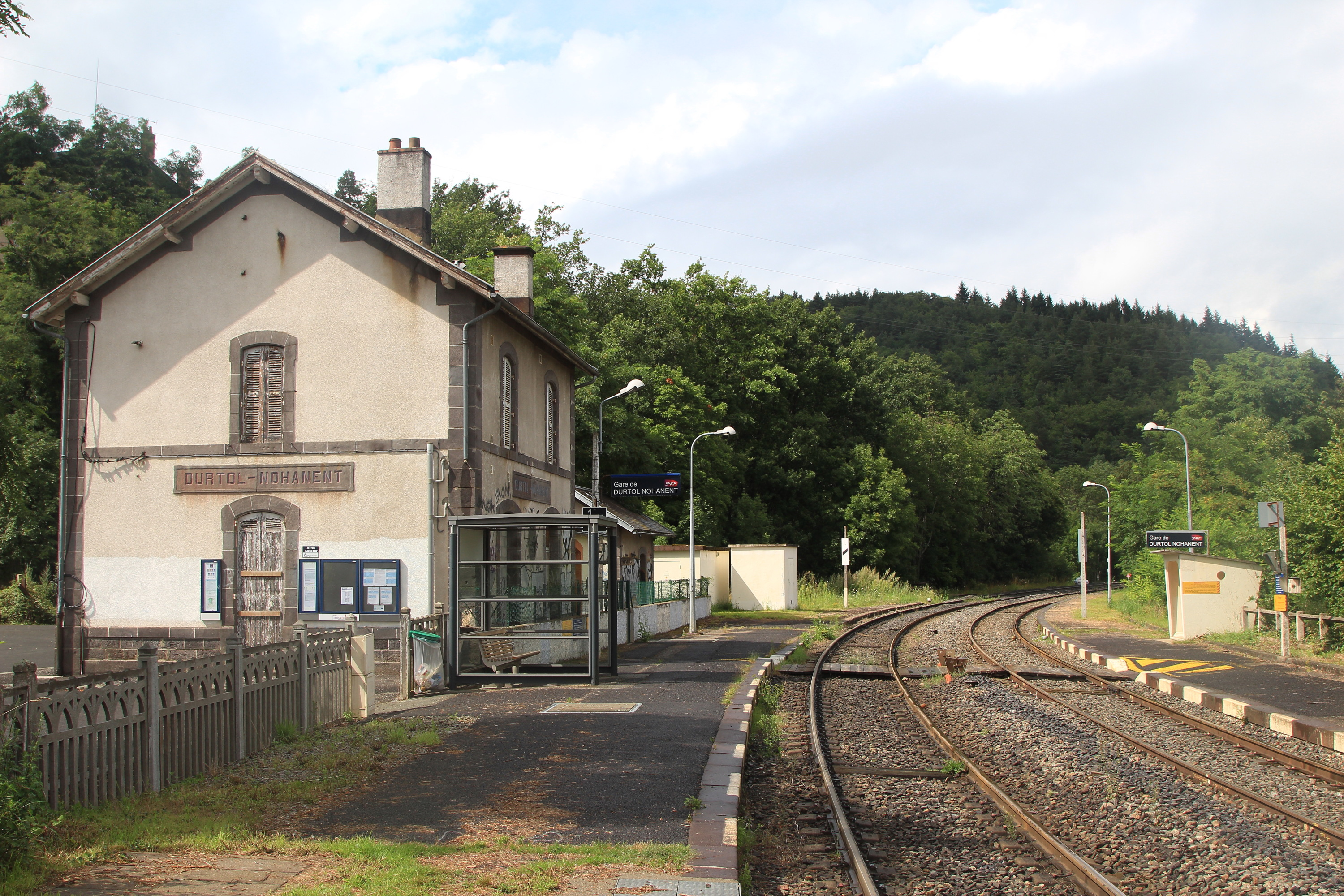
Vue générale des voies en 2014.

Jusqu'au 5 juillet 2014, il existait un train par sens effectuant les allers-retours entre Clermont-Ferrand et Limoges et un autre en direction de Brive-la-Gaillarde (sens Clermont-Brive : le vendredi soir, sens Brive-Clermont : un train le vendredi et un deuxième tous les jours sauf le samedi),. Certaines missions étaient origine ou terminus Vertaizon ou Thiers.
La desserte s’est pourtant largement dégradée entre le service 2012 hiver et le service 2013 été en raison des travaux en gare de Clermont-Ferrand :
|                               | Service 2012 hiver           | Service 2013 été            |
| ----------------------------- | ---------------------------- | --------------------------- |
| Au départ de Clermont-Ferrand | 22 (dont 13 terminus Durtol) | 10 (dont 3 terminus Durtol) |
| Au départ de Durtol           | 24 (dont 13 origine Durtol)  | 11 (dont 3 origine Durtol)  |

## Service des voyageurs

### Accueil
Halte SNCF, c'est un point d'arrêt non géré (PANG) à accès libre.

### Dessertes
Durtol - Nohanent est desservie par des trains TER Auvergne-Rhône-Alpes qui effectuent des missions entre les gares de Clermont-Ferrand et de Volvic.

### Intermodalité
Située à 2 km du centre ville de Durtol, la gare dispose d'un parking pour les véhicules. L'arrêt « Durtol » des bus des  Transports en commun de l'agglomération clermontoise (T2C) (ligne 10) est située à 800 m (croisement de la rue Pacale et de l'avenue de Clermont).